# Alfredo Giribaldi
Alfredo Giribaldi Oddo (Montevideo, 18 de octubre de 1898 - 5 de noviembre de 1945) abogado penalista uruguayo.

## Biografía
Sus padres fueron Alfredo Giribaldi y Fortunata Oddo
Su padre era un médico que cumplía labores como asesor de los Tribunales y desempeñaba su labor en el ámbito penitenciario. La criminología fue uno de sus intereses, y esta afición también la tuvo su hijo la cual se manifestó en su interés en la creación de un Instituto de Especialización en Criminología. Giribaldi Oddo se recibió de abogado en 1923 y en 1924 comenzó su labor docente.
Uno de sus docentes fue José Irureta Goyena y entre 1927 y 1929 vivió en Francia cursando estudios en la Facultad de Derecho de París, donde fue alumno de Huguene y Henri Donnedieu de Vabres. Al volver a Uruguay dictó varias clases del curso de Derecho Penal Parte Especial, supliendo a Abadie-Santos que se encontraba ausente por enfermedad.
El decano de la Facultad de Derecho, Irureta Goyena le ofrece, en 1930, ser docente del curso de Derecho Penal Parte General, junto a Mario E. Crespi. Junto a Goyena fundó ese año el grupo uruguayo de la Asociación Internacional de Derecho Penal (AIDP).
En 1931 comenzó a brindar sus primeros seminarios a los que asistieron personas como Ricardo Chao Laurenti, Enrique Sayagués Laso, Felipe Gil, Justino Jiménez de Aréchaga y Eduardo Albanell Mccoll. Posteriormente también asistió Jorge Peirano Facio entre otros. En 1932 Romero renuncia a la cátedra de Derecho Penal Parte General y el consejo decide llamar a concurso para ocuparla. Giribaldi gana dicho concurso aunque por distintas dilaciones, recién accede a dicha cátedra el 10 de marzo de 1936.
Respecto a su pensamiento, Germán Aller afirma:

Era un dogmático penal atraído por el tecnicismo jurídico, abocado a la Criminología y contrario a la Escuela positiva

La versión taquigráfica de varias de sus clases fueron publicadas, así como una serie de artículos entre los que se encontraron "El tecnicismo jurídico en Derecho Penal" y "El delito de desastre ferroviario en la Legislación Uruguaya". Otras de sus obras fueron "La creación de institutos de especialización en ciencias criminológicas en la facultad de estudios jurídicos", 'Política criminal y derecho penal", "El concepto de culpa en código penal uruguayo", "Evolución del derecho de castigar" y "Territorialidad de la ley penal", entre otros.